# أوسكار بلومنتال
أوسكار بلومنتال (بالألمانية: Oscar Blumenthal) Oscar Blumenthal (ولد في 13 مارس 1852 في برلين – ومات في 24 أبريل 1917 فيها) أديب ألماني وناقد وشاعر مسرحي ألماني.
كما كان لاعب شطرنج ذات موهبة عالية. ابتكر العديد من الحيل في تلك اللعبة.
عرف في ميدان علم الأدب من خلاله إصداره للأعمال الكاملة لكريستيان ديتريش جرابه، كما كتب مقالات في العديد من المجلات الأدبية. وكان ناقدا أدبيا شهيرا نشر مقالاته في صحيفة برلينر تاجيبلات من عام 1875 حتى 1887. وأطلق عليه لقب «أوسكار الدموي» blutiger Oskar بسبب حدة نقده. وعمل مديرا لمسرح ليسنغ بين عامي 1888 حتى 1897.
كتب العديد من المسرحيات الهزلية بالاشتراك مع جوستاف كاديلبرج. ودفن في مقبرة فايسنزيه اليهودية.

## روابط خارجية
- أوسكار بلومنتال على موقع IMDb (الإنجليزية)
- أوسكار بلومنتال على موقع أول موفي (الإنجليزية)
- أوسكار بلومنتال على موقع قاعدة بيانات برودواي على الإنترنت (الإنجليزية)
- أوسكار بلومنتال على موقع قاعدة بيانات الفيلم (الإنجليزية)
- أوسكار بلومنتال على موقع كينوبويسك (الروسية)